# Ulex argenteus
Ulex argenteus är en ärtväxtart som beskrevs av Philip Barker Webb. Ulex argenteus ingår i släktet ärttörnen, och familjen ärtväxter.

## Underarter
Arten delas in i följande underarter:
- U. a. argenteus
- U. a. erinaceus
- U. a. subsericeus